# Димитър Шумналиев
Димитър Георгиев Шумналиев е български писател и журналист.

## Биография
Роден е на 3 март 1947 година в София. Брат на дядо му Димитър Шумналиев е журналистът Михаил Шумналиев (1877 - 1953).
След 3-годишно изследване във Франция през 2010 г. публикува „Храмът на осмицата“ за катарите (наследници на богомилите), живели в Южна Франция (12-13 век).
Пише за вестниците „Труд“ и „Преса“. Работил е като главен редактор на „Нощен Труд“ и „Факс“, заместник главен редактор на „Народна култура“ и „Дума“, редактор на „Отечествен фронт“ и „Литературен фронт“.